# زهرة الحائط
زهرة الحائط هو شخص لديه شخصية انطوائية (أو قد يعاني من قلق اجتماعي). يستطيع حضور الحفلات والتجمعات الاجتماعية، لكنه عادة ما يبعد نفسه عن الحشود، ويحاول عدم لفت الأنظار.
كلمة «وول فلاور» مأخوذة من اسم نبات ذو نمط نمو غير اعتيادي، فهو ينمو مرتكزاً على الحائط أو في الشقوق والثغرات في الجدران الحجرية.
وقد يكون ذلك بسبب القلق، أو الخجل، أو نقص المهارات الاجتماعية، أو حب الذات.
يمكن أيضًا استخدام كلمة زهرة الحائط على نطاق أوسع، فعندما تختار شركة أو مؤسسة ما أو تُجبر على البقاء على هامش أي نشاط، يمكن الإشارة إليها باسم زهرة الحائط.

## الربط بعلم الاجتماع

### النظرية البنائية الوظيفية
هي نظرية اجتماعية تصف المجتمع على أنه مجموعة من الأجزاء المعقدة التي تشكل كلًا مستقرًا وعمليًا. يؤدي هذا إلى وحدة أسرية قوية ومتماسكة مكونة من جماعات أصغر، مع استمرار الوحدة الأسرية العاملة لتشكيل الجماعات الأصغر من المجتمع الأوسع وما إلى ذلك.

### نظرية الصراع الاجتماعي
إن نظرية الصراع 666
الاجتماعي هي نظرية اجتماعية مبنية على الماركسية والتي تقول بأن الأفراد والجماعات داخل المجتمع لديهم كميات مختلفة من الموارد المادية وغير المادية وأن الجماعات الأكثر قوة تستخدم نفوذها من أجل استغلال الجماعات الأقل قوة.

### نظرية التفاعل الرمزي
وهي النظرية الأكثر صلة المرتبطة بشخصية «وول فلاور», يصف التفاعل الرمزي إيماءات معينة أو معايير اجتماعية رمزية في المعنى. وتتكون النظرية من ثلاثة مبادئ أساسية: المعنى، واللغة، والفكر. تؤدي هذه المبادئ الأساسية إلى استنتاجات حول تكوين الذات لدى الشخص والتنشئة الاجتماعية في مجتمع أكبر. 
ونظرًا لأن ذو شخصية «وول فلاور» عادة ما يظهر نقصًا في التفاعل مع الآخرين، فإن أفكارهم ومشاعرهم تجاه الآخرين تصبح رمزية. والمثال الأكثر وضوحاً سيكون لغة الجسد. في كثير من الأحيان يكون التواصل البصري لدى الأشخاص الخجولين مع غيرهم نادر جداً أو منعدم. قد ترى رجلًا أو امرأة أو طفلًا يحاول تجنب الاتصال بالعين مع الآخرين أثناء التجول في الأماكن العامة أو حتى في الأماكن الخاصة. بالنسبة للبعض قد تصبح هذه عادة دائمة وفعلاً عادياً مع الوقت. 
وعند حضور الحفلات أو التجمعات الاجتماعية، سيبقى ذو شخصية «وول فلاور» على بعد مسافة من الحشود أو أغلب الناس. عندما يكون شخص خجول بالقرب من الآخرين، قد ترى أنه يفعل ما في وسعه للابتعاد عن الأشخاص الذين لا يعرفهم، حتى ضمن الأصدقاء قد ترى الأشخاص الخجولين يبقون مسافة فيما بينهم. في البيئة الاجتماعية، قد لا ترى شخصًا خجولًا في وسط الغرفة بدون صديق أو مجموعة من الأصدقاء. يميل الأشخاص الخجولون إلى البقاء بعيدًا عن احتمالية أن يكونوا محط الاهتمام.

### القلق الاجتماعي
القلق الاجتماعي هو الخوف أو القلق من المواقف الاجتماعية؛ وذلك بسبب الخوف بشأن التقييم والتدقيق من قِبل الآخرين، ممّا يؤثّر سلباً على التفاعلات الاجتماعية. ويمكن لاضطراب القلق الاجتماعي أن يعيث فسادا في حياة أولئك الذين يعانون منه. قد تكون الأعراض شديدة لدرجة أن تخرب الحياة اليومية. الأشخاص الذين يعانون من هذا الاضطراب، الذي يُطلق عليه أيضًا الرهاب الاجتماعي، قد يكون لديهم القليل من العلاقات الاجتماعية أو الرومانسية، أو قد تنعدم. مما يجعلهم يشعرون بالعجز أو الوحدة أو حتى بالخجل. 
على الرغم من إدراكهم أنه خوف مفرط وغير معقول، فإن الأشخاص الذين يعانون من اضطراب القلق الاجتماعي يشعرون بالعجز حيال قلقهم. إنهم خائفون من إذلال أنفسهم أو إحراجهم. يمكن للقلق أن يؤثر بشكل كبير في الروتين اليومي أو الأداء المهني أو الحياة الاجتماعية، مما يجعل إكمال المدرسة وإجراء المقابلات والحصول على وظيفة وتكوين صداقات وعلاقات عاطفية أمراً صعباً. 
قد يكون لدى ذوي شخصية «وول فلاور» شكلًا أقل حدة من القلق الاجتماعي. فقد يشعر الشخص المصاب بالقلق الاجتماعي بالتردد وسط الحشود الكبيرة، وقد يشعر أيضًا بالذعر إذا أُجبر على أن يصبح محط الاهتمام. قد يتسبب هذا الخوف في قيامهم بشيء بسيط مثل الوقوف بعيدًا عن مركز الحفلة، ولكنه قد يتسبب أيضًا في نوبة قلق.
لا يعتقد الأشخاص المصابون باضطراب القلق الاجتماعي أن قلقهم مرتبط بمرض عقلي أو جسدي. يحدث هذا النوع من القلق في معظم المواقف الاجتماعية، خاصة عندما يشعر الشخص أنه محط الاهتمام. لكن بمجرد أن يتجنب الشخص جميع التفاعلات الاجتماعية والعامة تقريبًا، يمكن القول إنه يعاني من اضطراب القلق الاجتماعي، ويسمى هذا عادة باضطراب الشخصية التجنبية. لدى الأشخاص المصابون باضطراب القلق الاجتماعي معدلات مرتفعة من صعوبة تكوين العلاقات وتعاطي المخدرات.

### نوبات الهلع والقلق
نوبات القلق هي مزيج من الأعراض الجسدية والعقلية الشديدة. لكن يعد القلق أكثر من مجرد اضطراب عادي. تحاكي أعراض نوبات القلق ونوبات الهلع مشكلات الطبية الخطيرة، مثل:
- النوبات القلبية وفشل القلب.
- أورام المخ.
- التصلب اللويحي.

بالرغم من شدة نوبات القلق إلا أنها عمومًا لا تشكل تهديداً على الحياة.

## في الثقافة الشعبية
- في فيلم سكوت بيلجرام يواجه العالم نرى سكوت رامونا تقف بمفردها في حفلة. نظرًا لأنها منفصلة عن الحشد ولا تتفاعل مع أي شخص، يمكن اعتبارها زهرة الحائط.
- في رواية مزايا أن تكون خجولا للكاتب ستيفن تشبوسكي، وكذلك في مزايا أن تكون خجولا (فيلم)|الفيلم]] المقتبس بنفس العنوان، غالبًا ما يجد الشخصية الرئيسية تشارلي نفسه وحيدًا في المدرسة أو في الحفلات. كما أنه يعاني من القلق والاكتئاب. *في أغنية "Here" تصف الفنانة رغبتها في البقاء في المنزل وعدم حضور أي حفلات مع أصدقائها.
- يعنى بوب ديلان عن زهرة الحائط في أغنية "Wallflower" في عام 1971.
- في أغنية "Wallflower" التي كتبها In Flames، من ألبوم Battles، يصفون الحياة من منظور زهرة الحائط.      *في لعبة Equestria Girls وهي جزء من برنامج My Little Pony ظهرت في أغنية "Forgotten Friendship" الخاصة لعام 2018 شخصية زهرة الحائط Blush التي تتميز بالانطوائية الشديدة، وتقول إن صديقاتها الوحيدين هم النباتات في حديقتها والتي تغني أغنية "Invisible" التي تصف أن لا أحد يلاحظ وجودها.